# Breux-sur-Avre
Breux-sur-Avre – miejscowość i gmina we Francji, w regionie Normandia, w departamencie Eure.
Według danych na rok 1990 gminę zamieszkiwało 218 osób, a gęstość zaludnienia wynosiła 31 osób/km² (wśród 1421 gmin Górnej Normandii Breux-sur-Avre plasuje się na 685. miejscu pod względem liczby ludności, natomiast pod względem powierzchni na miejscu 534.).